# (37220) 2000 WX138
2000 WX138 (asteroide 37220) é um asteroide da cintura principal. Possui uma excentricidade de 0.14441870 e uma inclinação de 3.63322º.
Este asteroide foi descoberto no dia 21 de novembro de 2000 por LINEAR em Socorro.